# Sätra, Leksands distrikt
Sätra är en småort i Leksands distrikt (Leksands socken) i Leksands kommun.
Byn förekommer i skriftiga handlingar 1559. Här fanns i början av 1920-talet 19 gårdar, samt samlingslokalen Bragehall, som idag fungerar som auktionslokal.